# Drabet på Mia Skadhauge Stevn
Drabet på Mia Skadhauge Stevn (også kaldet Mia-sagen) er en forbrydelse, der ifølge sigtelsen er sket på ukendt vis og på ukendt sted i Nordjylland i tidsrummet 6. februar 2022 klokken 06.09 til 9. februar klokken 11.20. Sagen skabte stor national opmærksomhed.
Den 22-årige sygeplejestuderende Mia Skadhauge Stevn var i byen i Jomfru Ane Gade i Aalborg natten mellem lørdag og søndag den 5. og 6. februar. Det sidste livstegn fra hende var søndag klokken 06.09, hvor videoovervågning viste, at hun steg ind i en mørk bil. Politiet mente, at der kunne være tale om en pirattaxa. Den 9. februar 2022 anholdt Nordjyllands Politi to 36-årige mænd i henholdsvis Flauenskjold og Østervrå. Politiet bekræftede 12. februar 2022, at ligdele, de havde fundet nogle dage forinden, var Mia Skadhauge Stevn.
Den 10. februar 2022 blev en 36-årig mand varetægtsfængslet i fire uger, mens en anden 36-årig mand blev løsladt. Ifølge sigtelsen skulle de to 36-årige mænd fra Vendsyssel have dræbt Mia Skadhauge Stevn på ukendt vis et ukendt sted i Nordjylland. Begge sigtede i sagen nægtede sig skyldige, og de var begge beskyttet af navneforbud. Den 4. april 2022 frafaldt man alle anklager i forbindelse med sigtelsen mod den ene mand, der var blevet løsladt den 10. februar 2022.
Den 7. juni 2023 begyndte retssagen mod den anden mand, der nu var 37 år, og blev sigtet for drabet. Der var i alt afsat ni retsdage til sagen. Den 28. juni 2023 blev den nu 38-årige Thomas Thomsen kendt skyldig i drab på Mia Skadhauge Stevn. Den 29. juni 2023 blev han idømt forvaring. Thomas Thomsen ankede sagen til landsretten, der imidlertid stadfæstede byrettens dom.

## Drabssag

### Baggrund
Mia Stevn blev født den 19. september 1999. Hun voksede op i Hvalpsund og blev i 2016 student fra Vesthimmerlands Gymnasium, og siden arbejdede hun i Dagli'Brugsen, på Friplejehjemmet Hesselvang og på campingpladsen. Hun læste til sygeplejerske på Professionshøjskolen UCN i Aalborg.

### Eftersøgt og fundet
Den 6. februar 2022 kl. 06.02 forlod hun Jomfru Ane Gade ad Ved Stranden i vestlig retning. Videoovervågning vist, at hun klokken 06.09 ud for Vesterbro 99 – ved Netto – steg ind i en mørk bil. Dagen efter udsendte Nordjyllands Politi en offentlig efterlysning af Mia Skadhauge Stevn. I efterlysningen udsendte politiet et overvågningsfoto af den 22-årige kvinde fra natten i Jomfru Ane Gade. Senere samme dag meddelte politiet, at de nu arbejdede ud fra, at Mia Skadhauge muligvis var blevet udsat for en forbrydelse. Politiet offentliggjorde overvågningsfotos af en mørk bil, som hun steg ind i. Ifølge politiet kunne der være tale om en pirattaxa.
Den 9. februar anholdt politiet to 36-årige mænd og sigtede dem for drab. Politiet rykkede ud til adresser i Østervrå og Flauenskjold og foretog undersøgelser. På den ene adresse blev der fundet en bil, der formentlig er identisk med den, der samlede Mia Skadhauge op. En sort Golf 2.0 TDI fra 2015 på papegøjeplader. En tredje adresse i et sommerhusområde ved Saltum blev også undersøgt. Den 10. februar blev de to mænd fremstillet i grundlovsforhør ved Retten i Aalborg. De blev sigtet for i forening "på ukendt vis" at have dræbt den unge kvinde på et tidspunkt fra 6. februar til 9. februar. Begge mænd nægtede sig skyldige. Grundlovsforhøret, der blev holdt for lukkede døre, endte med, at den ene blev fængslet i fire uger, mens den anden blev løsladt.
Nordjyllands Politi holdt pressemøde 10. februar, hvor vicepolitiinspektør Frank Olsen oplyste, at man havde fundet dele af et menneske i Dronninglund Storskov, som formodes at være Mia Skadhauge Stevn. Retsmedicinske undersøgelser bekræftede den 12. februar, at det var Stevn, der blev fundet dele af i Dronninglund Storskov.
En tredje mand var ligeledes anholdt tidligt i efterforskningen. Han blev dog løsladt, da han havde et alibi. I forbindelse med efterforskningen har politiet foretaget tekniske undersøgelser på affaldsstationen Reno-Nord i det østlige Aalborg samt ved skovområdet Hammer Bakker.
Den sigtede for drabet er tidligere dømt for syv tilfælde af blufærdighedskrænkelse og for at klippe bremserørene over på en ekskærestes bil. I 2013 blev de to drabssigtede mænd dømt for at udgive sig for at være politibetjente efter straffelovens paragraf 130. Optrædenen som de falske betjente udspillede sig i dagene 26. og 27. juli 2012 ved den internationale fodboldturnering for børn og unge Dana Cup i Hjørring.

## Reaktioner på drabet
Ligestillingsminister Trine Bramsen har udtalt, at man vil lave handleplan for mord og partnerdrab på kvinder. Handleplanen skal udarbejdes i samarbejde justitsministeriet, beskæftigelsesministeriet, socialministeriet, diverse interesseorganisationer og ligestillingsministeriet.
Omkring 100 mennesker deltog i en menneskekæde i Aalborg den 13. februar 2022 i de tidlige morgentimer for at mindes den dræbte. I Vejle blev der samme dag afholdt et fakkeloptog til minde om Mia Skadhauge Stevn og den 21-årige Oliver Ibæk Lund der druknede i Limfjorden i nærheden af Jomfru Ane Gade. Bag fakkeloptoget stod Helle Vestager Jespersen, der mistede sin datter i Marokko tilbage i 2018 under grusomme omstændigheder ved et terrorangreb. Ligeledes var der også mindeoptog i Aarhus, Odense og København.
Efter drabet bredte hashtagget #TextMeWhenYouGetHome sig på de sociale medier. Det blev startet i 2021, efter at den britiske kvinde Sarah Everard blev dræbt i London, da hun var på vej hjem fra en veninde. En del offentlige personer delte deres reaktioner på drabet på de sociale medier, herunder Klaus Bondam, Sofie Carsten Nielsen, Sandie Westh, Christiane Vejlø, Pia Olsen Dyhr, Pernille Rosenkrantz-Theil, Pernille Skipper, Peter Ingemann og Dan Rachlin.
Efter drabet oplevede den frivillige organisation Natteravnene stor interesse i Aalborg. Aalborg Kommune meddelte at de vil se på, om det er muligt at opsætte flere kameraer i midtbyen. Som følge af drabet oprettede en gruppe frivillige Safe House. SAFEHOUSE er oprettet af en frivillig organisation, der med fem mand pr. vagt vil have fokus på at alle unge kan tage en tur i byen – og komme sikkert hjem.

### Debat
I forbindelse med drabssagen har der været en del debat i medierne om utryghed i nattelivet. I en Megafonmåling svarede seks ud af ti danskere, at de ville føle sig mere trygge, hvis der kom øget videoovervågning i det offentlige rum. I en anden Megafonmåling viste det sig, at 61 procent af alle kvinder er bekymrede for at blive overfaldet, når de er ude om aftenen og natten.
Nordjyske politikere har udtalt, at de vil have de ulovlige taxaer skal væk fra gaderne. Det er uvist, hvor stort omfanget af pirattaxaer er i Nordjylland, men de er et problem for branchen og for nattelivet, mener taxaernes brancheorganisation. Pirattaxaer har flere gange spillet centrale roller i alvorlige kriminalsager. Det er endnu uvist om, der er en sammenhæng mellem drabet på den Skadhauge Stevn og en pirattaxa.

## Retssagen

### Retsforfølgelse
Retssagen mod den 37-årige mand, der er tiltalt for drabet på Mia Skadhauge Stevn begyndte den 7. juni 2023 ved Retten i Aalborg. Sagen er rejst som en nævningesag. Det betyder, at tre dommere og seks nævninger skal afgøre sagen. Retten i Aalborg har afsat ni dage til sagen. De første seks retsdage – 7.-9. juni og 12.-14. juni – er sat af til bevisførelse. Først læses anklageskriftet op, og anklageren vil redegøre for sagens forløb. Dernæst ventes den 37-åriges forklaring, en række vidner og dokumentation af beviser. Derefter fortsætter og slutter sagen 27.-29. juni, hvor anklager og forsvarer kommer med deres afsluttende bemærkninger i proceduren, og retten vil tage stilling til, om den tiltalte er skyldig. Dernæst skal retten beslutte, hvilken straf han skal have.
Ifølge anklageskriftet tilbød den nu 37-årige tiltalte mand den tydeligt alkoholpåvirkede Mia Skadhauge Stevn et lift og kørte hende - mod hendes vilje - til et øde skovområde ved Hammer Bakker og en adresse i Flauenskjold. Han voldtog hende og slog hende ihjel ved at udsætte hende for "betydelig lemlæstelse", hævdes det. Det skal være sket på et tidspunkt mellem klokken 06.09 og 15.00. Derefter og i de følgende dage parterede han i liget med en elektrisk bajonetsav, en hobbykniv og en saks. Flere dele anbragte han også i afløbsrens og opblandet kaustisk soda for at opløse dem. Ifølge tiltalen spredte han ad flere omgange ligdelene i Dronninglund Storskov, inden han blev anholdt den 9. februar 2022.
Den 37-årige har erkendt usømmelig omgang med lig, men nægter voldtægt og drab. Dette oplyste hans forsvarer, Mette Grith Stage, før retssagen. Specialanklager Mette Bendix kræver den 37-årige mand idømt fængsel på livstid, alternativt forvaring.
Under retssagen har anklageren valgt at indkalde såkaldte karaktervidner. Det er en praksis, der meget sjældent bliver brugt i Danmark. Karaktervidner er noget, man ofte ser i udlandet, særligt i amerikanske retssager. Det er dog ikke første gang, at brugen af karaktervidner finder sted i Danmark – under terrorsagen fra Glostrup i 2005 brugte man ligeledes karaktervidner.
Den 29. juni 2023 blev Thomas Thomsen idømt forvaring. Han skal også betale sagens omkostninger og erstatning til de efterladte på godt 327.000 kroner. Der var dog ikke enighed blandt sagens dommere og nævninge i forhold til strafudmålingen. Således stemte seks for forvaring, to stemte for fængsel på livstid og to stemte for fængsel i 16 år. Dermed endte straffen med at blive forvaring.

## Ankesagen
Den 13. maj 2024 begyndte ankesagen i Vestre Landsret i Viborg. Der var afsat i alt ti retsdage i ankesagen.
Anklagemyndigheden førte i løbet af ankesagen alt 16 vidner. Den 30. maj 2024 blev han idømt forvaring. Derved stadfæstede landsretten byrettens dom. Der var 13 stemmer for forvaring og 5 stemmer for fængsel på livstid.